# クラウンモデル
クラウンモデルは日本のプラモデル、エアソフトガン、製造・販売メーカーである。主にエアソフトガンを製造・販売している。

## 概要
販売商品は、1/144スケールの飛行機、おばけシリーズ、エアソフトガン、1/24スケールの自動車等を販売・製造している。
近年ではプリモロコ(PRMLOCO)ブランドでZゲージに進出した。しかし、生産終了している。
またここ数十年間はエアソフトガンの販売に力を入れていて、特に対象年齢10歳以上用のエアソフトガンでは、他社の製品と競合しないシリーズであるショットガンやポケットハンドガン、リボルバー、ボルトアクションライフルを模したエアコッキングガン、電動ガンを販売している。また、18歳以上用のエアソフトガンも販売していて、エアコッキングタイプのリボルバー、ガスタイプのリボルバー、海外からのOEMの電動ガンを販売している。また過去には1/10スケールのラジコン用ボディも販売していた。